# Естонија на Европском првенству у атлетици у дворани 2013.
Естонија је учествовала на 32. Европском првенству у дворани 2013 одржаном у Гетеборгу, Шведска, од 28. фебруара до 3. марта. Ово је било десето Европско првенство у атлетици у дворани од 1994. године од када Естонија учествује самостално под овим именом. Репрезентацију Естоније представљало је 7 спортиста (5 мушкараца и 2 жене) који су се такмичили у 5 дисциплина (4 мушке и 1 женска).
На овом првенству Естонија није освојила ниједну медаљу нити је остварен неки рекорд. У табели успешности према броју и пласману такмичара који су учествовали у финалним такмичењима (првих 8 такмичара) Естонија је са 1 учесником у финалу делила 24. место са 5 бодова.

## Учесници
| Мушкарци: - Андрес Раја — 60 м препоне - Рајин Каск — Скок удаљ - Рајго Томпу — Бацање кугле - Карел Јоевали — Седмобој - Мик Пахапил — Седмобој | Жене: - Ана Иљуштшенко — Скок увис - Елерин Хас — Скок увис |  |

## Резултати

### Мушкарци
| Атлетичар   | Дисциплина   | Лични рекорд | Квалификације | Квалификације | Полуфинале           | Полуфинале           | Финале                | Финале  | Детаљи |
| Атлетичар   | Дисциплина   | Лични рекорд | Резултат      | Место         | Резултат             | Место                | Резултат              | Место   | Детаљи |
| ----------- | ------------ | ------------ | ------------- | ------------- | -------------------- | -------------------- | --------------------- | ------- | ------ |
| Андрес Раја | 60 м препоне | 7,57         | 7,90          | 7. у гр. 2    | Није се квалификовао | Није се квалификовао | Није се квалификовао  | 24 / 27 |        |
| Рајин Каск  | Скок удаљ    | 7,67         | 7,40          | 10. у гр. А   |                      |                      | Нису се квалификовали | 21 / 25 |        |
| Рајго Томпу | Бацање кугле | 19,31        | 18,28         | 21.           | 21 / 24              |                      | Нису се квалификовали |         |        |

#### седмобој
| Дисциплина   | Карел Јоевали | Карел Јоевали | Карел Јоевали | Карел Јоевали |
| Дисциплина   | Лич. рек.     | Рез.          | Бод.          | Плас.         |
| ------------ | ------------- | ------------- | ------------- | ------------- |
| 60 м         | 6,90          | 6,93          | 907           | 6.            |
| Скок удаљ    | 7,67          | 7,67          | 977           | 1.            |
| Бацање кугле | 13,91         | 13.91         | 723           | 9.            |
| Скок увис    | 2,07          | 1,96          | 767           | 9.            |
| 60 препоне   | 8,16          | 8,16          | 942           | 9.            |
| Скок мотком  | 4,70          | 4,70          | 819           | 9.            |
| 1.000 м      | 2:47,01       | 2:55,80       | 706           | 12.           |
| Укупно       | 5.899         | -             | 5.841         | 9 / 13 (15)   |

| Дисциплина   | Мик Пахапил | Мик Пахапил | Мик Пахапил | Мик Пахапил |
| Дисциплина   | Лич. рек.   | Рез.        | Бод.        | Плас.       |
| ------------ | ----------- | ----------- | ----------- | ----------- |
| 60 м         | 7,09        | 7,16        | 826         | 15.         |
| Скок удаљ    | 7,19        | 6,92        | 795         | 14.         |
| Бацање кугле | 15,73       | 15,05       | 793         | 2.          |
| Скок увис    | 2,12        | 1,99        | 794         | 8.          |
| 60 препоне   | 8,03        | 8,51        | 858         | 14.         |
| Скок мотком  | 5,10        | НС          |             |             |
| 1.000 м      | 2:45,69     |             |             |             |
| Укупно       | 6.362       | -           |             | НЗ          |

### Жене
| Атлетичарка    | Дисциплина | Лични рекорд | Квалификације | Квалификације | Полуфинале            | Полуфинале | Финале   | Финале | Детаљи |
| Атлетичарка    | Дисциплина | Лични рекорд | Резултат      | Место         | Резултат              | Место      | Резултат | Место  | Детаљи |
| -------------- | ---------- | ------------ | ------------- | ------------- | --------------------- | ---------- | -------- | ------ | ------ |
| Ана Иљуштшенко | Скок увис  | 1,94 НР      | 1,92 кв       | 7.            |                       |            | 1,92     | 4 / 19 |        |
| Елерин Хас     | Скок увис  | 1,90         | 1,89          | 14.           | Није се квалификовала | 14 / 19    |          |        |        |